# Typhloroncus coralensis
Espèce
Typhloroncus coralensis est une espèce de pseudoscorpions de la famille des Ideoroncidae.

## Distribution
Cette espèce est endémique de Saint John aux Îles Vierges des États-Unis,.

## Description
La femelle holotype mesure 2,37 mm.
Le mâle décrit par Harvey et Muchmore en 2013 mesure 2,0 mm.

## Étymologie
Son nom d'espèce, composé de coral et du suffixe latin -ensis, « qui vit dans, qui habite », lui a été donné en référence au lieu de sa découverte, Coral Bay.

## Publication originale
- Muchmore, 1979 : Pseudoscorpions from Florida and the Caribbean area. 9. Typhloroncus, a new genus from the Virgin Islands (Ideoroncidae). Florida Entomologist, vol. 62, p. 317-320 (texte intégral).